# Берегуля, Андрей Владимирович
Андрей Владимирович Берегуля (род. 3 февраля 1977, Николаев) — украинский футболист, защитник

## Игровая карьера
Первой взрослой командой Берегули стал СК «Николаев», где он провёл три года (1995—1998). Дебют в высшей лиге состоялся 19 июня 1995 года в игре с запорожским «Металлургом» — 3:2. В том сезоне Берегуля был самыми молодыми игроком в составе «корабелов». За три года, проведённых в команде, Андрею не удалось стать полноценным игроком основного состава — сыграл всего три матча. Карьеру продолжил во второй лиге в командах «Титан» (Армянск), «Олимпия ФК АЭС» (Южноукраинск), «Черноморец» (Севастополь).
Два сезона играет в высшем дивизионе Молдавии за «Агро». В этот период в команде выступает также знакомый по «Николаеву» Овик Галстян.
С 2002 года играет в любительских коллективах «Колос» (Степовое), «Орбита-Наша Ряба» (Красногвардейское), «Колос» (Хлебодаровка).